# اندیس کوه پاساد
کوه پاساد یک اندیس غیرفلزی است که در حوالی شهر رشتخوار استان خراسان قرار دارد و مادهٔ معدنی موجود در آن، باریت است.  